# Armaguedon
Pour les articles homonymes, voir Armageddon (homonymie).
Pour plus de détails, voir Fiche technique et Distribution.
Armaguedon est un film franco-italien réalisé par Alain Jessua, sorti en 1977.
Le film met en scène Armaguedon, nom d'emprunt de Louis Carrier, qui cherche à se venger de la société en défiant la police par des menaces terroristes. La police fait appel à un psychiatre pour en venir à bout.

## Synopsis
Louis Carrier, employé anonyme, a reçu deux-cent cinquante mille francs grâce à une assurance-vie à la suite du décès de son frère. Il veut désormais la notoriété.
Il s'associe à un compère simple d'esprit, Albert, dit « Einstein ». Carrier emprunte le pseudonyme d'« Armaguedon », en référence à la colère de Dieu et au châtiment, à une bande-dessinée tirée du Livre de l'Apocalypse, que lit Albert.
Carrier mit son plan à exécution. Il se fait prendre en photo à différents endroits comme des salons ou au musée de cire de Madame Tussaud, en présence de personnalités, mais grimé pour qu'il ne soit pas reconnaissable. Il envoie les photos à la police en signant ses actes avec des bandes magnétiques, Armaguedon a la voix trafiquée et s'exprime en français, anglais, allemand, italien… Carrier se fait régulièrement filmer par Albert, cherche des plans divers et demande à sa tante des photos de famille ainsi qu'un film amateur tourné par son père.
La police fait appel au docteur Ambroise, psychiatre, pour mieux cerner la personnalité du suspect. Le psychiatre croit à la rédemption d'Armaguedon.
Un homme fait chanter Carrier qui cherche à se procurer du plastic et des faux passeports auprès de l'une ses connaissances. Albert et Carrier le tuent et le jettent dans un fossé.
Carrier annonce qu'il va passer à l'action lors de la conférence de Paris avec des dirigeants européens et du monde des affaires. Son nom est diffusé aux informations. Carrier et Albert électrocutent une prostituée et son client pour montrer leur détermination.
L'enquête progresse, les messages en italien et en allemand sont truffés de gallicismes indiquant qu'Armaguedon est français. Lors d'un chantier, le cadavre du maître-chanteur est retrouvé, et le portrait-robot d'Armaguedon est élaboré grâce aux témoignages.
Carrier passe à l'action la veille de la conférence, lors de l'émission Welcome la Vie au théâtre de la Renaissance. Sous la menace de déclencher une bombe portée par Albert dans la salle, il obtient la diffusion de son film de revendication sur le réseau Eurovision. Mais son film amateur et autobiographique, censé réveiller les gens face à la société, déclenche l'hilarité et les railleries du public. Carrier se révèle, furieux contre le public. Il est finalement abattu, la piste ayant pu être remontée jusqu'à lui. Ambroise avait de la compassion tout le long de la soirée envers l'état désespéré de Carrier et vit que ce dernier avait conservé une de ses citations : « Comment peut-on mourir si personne ne sait qu'on est vivant ? ». Lorsque le public du théâtre est informé de la neutralisation d'Armaguedon, cela déclenche un mouvement de panique meurtrier. Albert reste seul dans le théâtre, perdu, le décompte de la bombe est audible.

## Fiche technique
Sauf indication contraire, les informations mentionnées dans cette section peuvent être confirmées par la base de données cinématographiques Unifrance,  présente dans la section « Liens externes ».
- Titre original : Armaguedon
- Titre italien : Quel giorno il mondo tremerà (litt. « Ce jour-là, le monde tremblera »)
- Réalisation : Alain Jessua
- Scénario : Alain Jessua, d'après le roman The Voice of Armageddon de David McCord Lippincott (en)
- Son : Jean-Pierre Ruh
- Musique : Astor Piazzolla
- Photographie : Jacques Robin
- Montage : Hélène Plemiannikov
- Décors : Constantin Mejinsky, Giacomo Calo Carducci
- Costumes : Pierre Nourry, Christiane Marmande, Adriana Spadaro
- Assistants réalisateur : Tony Aboyantz, Emmanuel Fonlladosa
- Scripte : Catherine Prévert
- Producteurs : Raymond Danon, Alain Delon, Norbert Saada
- Sociétés de production : Lira Films, Adel productions, Filmes Cinematografica[1]
- Pays de production :  France (majoritaire),  Italie,  Belgique
- Langue de tournage :  Français
- Format : Couleurs - 1,33:1 - Son mono - 35 mm
- Genre : Policier et thriller
- Durée : 96 minutes (1h36)
- Date de sortie : 
  - France : 16 mars 1977

## Distribution
- Jean Yanne : Louis Carrier
- Alain Delon : Docteur Michel Ambroise
- Renato Salvatori : Albert, dit 'Einstein'
- Michel Duchaussoy : L'inspecteur Jacques Vivien
- Marie Déa : Gisèle Valin
- Michel Creton : Bob
- Susanna Javicoli : Gabriella
- Guy Saint-Jean: Dupré
- Luigi Lavagnetto  : Sampieri
- Jeanne Herviale : La voisine d'en face
- Gabriel Cattand : Jimmy Laurent, l'animateur de "Welcome la vie"
- Robert Dalban : Le chauffeur de taxi
- Georges Riquier : L'homme de la Préfecture
- Alan Adair : Le ministre britannique de l'Industrie
- Régis Porte : Le jeune employé du théâtre
- Anna Gaylor : Une commerçante du voisinage
- Claudine Berg
- Philippe Chemin
- Michèle Cotta : La journaliste interviewant le Dr Ambroise
- Monique Martial
- Pauline Meyer
- Nicole Norden
- Alan Rossett
- Virginie Solenn
- Nadia Vérine
- Suzi Wyss
- Cathy Gumez : La fille qui crie "Albert, Albert !"

## Autour du film
Le tournage s'est déroulé sur de nombreux sites  :
- Ostende, en Belgique
- Le bassin minier dans le département du Pas-de-Calais : à Leforest dans la cité du Planti (maison familiale du meurtrier). Le chevalet est celui de la fosse 10 de la Compagnie des mines de l'Escarpelle alors en activité. Sur le site du quartier moderne de Lievin.
- Auby dans le département du Nord
- Nice
- Paris : On voit longuement les transformations du Paris des années 1970, de la rénovation du quartier des Halles aux constructions alors très contemporaines. Des scènes se déroulent à l'hôtel PLM Saint-Jacques ouvert en 1972 dans le 14e arrondissement, et on voit la Maison de la Radio en arrière-plan d'une conversation entre Alain Delon et Michel Duchaussoy. Le final a lieu au Théâtre de La Renaissance à Paris.

## Avec le recul
Dans les « bonus » du DVD sorti bien postérieurement, figure une interview d'Alain Jessua. Avec le sourire, celui-ci s'y plaint vivement de l'attitude d'Alain Delon acteur pendant le tournage. Celui-ci ne suivait que peu les instructions du réalisateur. Jessua va même jusqu'à dire que, s'il avait pu travailler correctement avec Delon, il aurait pu rendre le personnage du psychiatre plus intéressant (personnage resté « trop clean », précise Jessua).